# NGC 7398
NGC 7398 је спирална галаксија у сазвежђу Рибе која се налази на NGC листи објеката дубоког неба.
Деклинација објекта је + 1° 12' 6" а ректасцензија 22h 52m 49,2s. Привидна величина (магнитуда) објекта NGC 7398 износи 13,7 а фотографска магнитуда 14,6. NGC 7398 је још познат и под ознакама UGC 12225, MCG 0-58-9, CGCG 379-12, NPM1G +00.0612, PGC 69905.